# Llanelltyd
Llanelltyd ou Llanelltud est un village et une communauté du Gwynedd, au pays de Galles.

## Géographie
Llanelltyd est situé dans le sud du Gwynedd, sur la rive droite de la Mawddach (en), à 2,5 km au nord-ouest de la ville de Dolgellau. La route A470 (en) traverse le village.
La communauté de Llanelltyd comprend aussi le village de Bontddu (en).

## Démographie
Au recensement de 2011, la communauté de Llanelltyd comptait 514 habitants.